# Diócesis de Makeni
La diócesis de Makeni (en latín: Dioecesis Makenensis y en inglés: Roman Catholic Diocese of Makeni) es una circunscripción eclesiástica de la Iglesia católica en Sierra Leona. Se trata de una diócesis latina, sufragánea de la arquidiócesis de Freetown. Desde el 11 de febrero de 2023 su obispo es Bob John Hassan Koroma.

## Territorio y organización
La diócesis tiene 35 936 km² y extiende su jurisdicción sobre los fieles católicos de rito latino residentes en la provincia del Norte. 
La sede de la diócesis se encuentra en la ciudad de Makeni, en donde se halla la Catedral de Nuestra Señora de Fátima.
En 2021 en la diócesis existían 26 parroquias.

## Historia
La prefectura apostólica de Makeni fue erigida el 3 de abril de 1952 mediante la bula Christiani populi del papa Pío XII, derivando el territorio de la diócesis de Freetown y Bo (hoy arquidiócesis de Freetown).
El 24 de febrero de 1962 la prefectura apostólica fue elevada a diócesis mediante la bula Apostolica Makenensis del papa Juan XXIII. Originalmente estuvo inmediatamente sujeta a la Santa Sede.
El 11 de noviembre de 1970 pasó a formar parte de la provincia eclesiástica de la arquidiócesis de Freetown y Bo mediante la bula Quantum boni del papa Pablo VI.
El 8 de octubre de 2005 la diócesis creó la Universidad de Makeni.
El nombramiento del tercer obispo, Henry Aruna, que tuvo lugar el 7 de enero de 2012, desencadenó una situación muy delicada: al no ser originario de la diócesis y no pertenecer a la etnia mayoritaria de la zona, los fieles y el clero de la diócesis se opusieron a la sucesión. Ordenado casi un año después de su nombramiento, el 5 de enero de 2013, nunca pudo tomar posesión de la diócesis. El 18 de julio de 2015 el papa Francisco lo nombró obispo auxiliar de Kenema y al mismo tiempo obispo titular de Nasbinca. El mismo día Natale Paganelli, que ya era administrador apostólico de la sede vacante de la diócesis desde el 11 de abril de 2012 fue elevado a la dignidad episcopal con el nombramiento de obispo titular de Gadiaufala.

## Estadísticas
Según el Anuario Pontificio 2022 la diócesis tenía a fines de 2021 un total de 105 165 fieles bautizados.
| Año                                                                             | Población            | Población | Población      | Sacerdotes | Sacerdotes    | Sacerdotes    | Bautizados por sacerdote | Diáconos permanentes | Religiosos | Religiosos | Parroquias |
| Año                                                                             | Bautizados católicos | Total     | % de católicos | Total      | Clero secular | Clero regular | Bautizados por sacerdote | Diáconos permanentes | Varones    | Mujeres    | Parroquias |
| ------------------------------------------------------------------------------- | -------------------- | --------- | -------------- | ---------- | ------------- | ------------- | ------------------------ | -------------------- | ---------- | ---------- | ---------- |
| 1970                                                                            | 5724                 | 997 566   | 0.6            | 31         | 1             | 30            | 184                      |                      | 43         | 19         |            |
| 1980                                                                            | 9880                 | 1 075 000 | 0.9            | 38         | 3             | 35            | 260                      |                      | 42         | 22         | 12         |
| 1990                                                                            | 18 302               | 1 750 000 | 1.0            | 46         | 6             | 40            | 397                      |                      | 57         | 46         | 15         |
| 1997                                                                            | 32 500               | 1 905 000 | 1.7            | 52         | 12            | 40            | 625                      |                      | 59         | 6          | 16         |
| 2000                                                                            | 33 760               | 1 500 000 | 2.3            | 10         | 5             | 5             | 3376                     |                      | 9          |            | 18         |
| 2001                                                                            | 32 000               | 1 900 000 | 1.7            | 14         | 6             | 8             | 2285                     |                      | 14         |            | 16         |
| 2003                                                                            | 35 500               | 1 850 000 | 1.9            | 41         | 16            | 25            | 865                      |                      | 30         | 8          | 19         |
| 2004                                                                            | 38 000               | 1 800 000 | 2.1            | 44         | 14            | 30            | 863                      |                      | 36         | 13         | 19         |
| 2007                                                                            | 45 600               | 1 772 560 | 2.6            | 53         | 22            | 31            | 860                      |                      | 44         | 21         | 21         |
| 2013                                                                            | 48 850               | 1 932 000 | 2.5            | 61         | 28            | 33            | 800                      |                      | 64         | 40         | 25         |
| 2016                                                                            | 52 060               | 1 881 000 | 2.8            | 61         | 30            | 31            | 853                      |                      | 73         | 38         | 25         |
| 2019                                                                            | 100 000              | 2 508 201 | 4.0            | 66         | 37            | 29            | 1515                     |                      | 72         | 53         | 26         |
| 2021                                                                            | 105 165              | 2 638 150 | 4.0            | 72         | 42            | 30            | 1460                     |                      | 85         | 59         | 26         |
| Fuente: Catholic-Hierarchy, que a su vez toma los datos del Anuario Pontificio. |                      |           |                |            |               |               |                          |                      |            |            |            |

## Episcopologio
- Augusto Fermo Azzolini, S.X. † (19 de julio de 1952-17 de noviembre de 1986 retirado)
- Giorgio Biguzzi, S.X. † (17 de noviembre de 1986-7 de enero de 2012 retirado)
  - Sede vacante (2012-2023)[nota 1]
  - Henry Aruna (7 de enero de 2012-18 de julio de 2015 nombrado obispo auxiliar de Kenema[nota 2]) (obispo electo)
- Bob John Hassan Koroma, desde el 11 de febrero de 2023